# Liste der Auszeichnungen der Fernsehserie Friday Night Lights
Diese Liste bietet einen Überblick über die Auszeichnungen und Nominierungen, die die US-Fernsehserie Friday Night Lights erhalten hat. Insgesamt erhielt die Serie 14 Preise und wurde für 72 weitere nominiert.

## Primetime Emmy Awards
Friday Night Lights wurde insgesamt 13-mal bei den Emmys nominiert und konnte dabei dreimal gewinnen
| Jahr                                       | Kategorie | Nominierung                        | Resultat  |
| ------------------------------------------ | --- | ---------------------------------- | --------- |
| 2007                                       | Outstanding Directing for a Drama Series | Peter Berg Episode 1x01            | Nominiert |
| 2007                                       | Outstanding Casting for a Drama Series | Linda Lowy, John Brace, Beth Sepko | Gewonnen  |
| 2008                                       | Outstanding Casting for a Drama Series | Linda Lowy, John Brace, Beth Sepko | Nominiert |
| 2008                                       | Outstanding Special Class - Short-Format Live-Action Entertainment Programs | Carole Panick Episode 1x08         | Nominiert |
| 2009                                       | Outstanding Casting for a Drama Series | Linda Lowy, John Brace, Beth Sepko | Nominiert |
| 2010                                       | Outstanding Casting for a Drama Series | Linda Lowy, John Brace, Beth Sepko | Nominiert |
| Outstanding Writing for a Drama Series     | Rolin Jones Episode 4x05 |                                    | Nominiert |
| Outstanding Lead Actor in a Drama Series   | Kyle Chandler Eric Taylor |                                    | Nominiert |
| Outstanding Lead Actress in a Drama Series | Connie Britton Tami Taylor |                                    | Nominiert |
| Outstanding Lead Actress in a Drama Series | Connie Britton Tami Taylor | 2011                               | Nominiert |
| Outstanding Drama Series                   | Brian Grazer, David Nevins, Peter Berg, Sarah Aubrey, David Hudgins, Jason Katims, John Cameron, Patrick Massett, John Zinman, Bridget Carpenter, Rolin Jones, Ron Fitzgerald, Michael Waxman, Nan Bernstein Freed |                                    | Nominiert |
| Outstanding Lead Actor in a Drama Series   | Kyle Chandler Eric Taylor | Gewonnen                           |           |
| Outstanding Writing for a Drama Series     | Jason Katims Episode 5x13 | Gewonnen                           |           |

## Screen Actors Guild Awards
Bei den Screen Actors Guild Awards konnte Friday Night Lights zwei Nominierungen erlangen, gewann jedoch nie.
| Jahr | Kategorie                                                          | Nominierung                | Resultat  |
| ---- | ------------------------------------------------------------------ | -------------------------- | --------- |
| 2009 | Outstanding Performance by a Male Actor in a Drama Series          | Kyle Chandler              | Nominiert |
| 2012 | Outstanding Performance by a Stunt Ensemble in a Television Series | Justin Riemer, Jeff Schwan | Nominiert |

## AFI Awards
Bei den AFI Awards gewann die Serie dreimal.
| Jahr | Kategorie              | Nominierung                                         | Resultat |
| ---- | ---------------------- | --------------------------------------------------- | -------- |
| 2007 | TV Program of the Year |                                                     | Gewonnen |
| 2008 | TV Program of the Year |                                                     | Gewonnen |
| 2010 | TV Program of the Year | Michael Waxman, Nan Bernstein Freed, Ron Fitzgerald | Gewonnen |

## American Cinema Editors Awards
Bei den American Cinema Editors Awards wurde Friday Night Lights dreimal nominiert, wobei sie einmal gewannen.
| Jahr | Kategorie                                             | Nominierung                                                       | Resultat  |
| ---- | ----------------------------------------------------- | ----------------------------------------------------------------- | --------- |
| 2007 | Best Edited One-Hour Series for Commercial Television | Conrad M. Gonzalez, Keith Henderson, Stephen Michael Episode 1x01 | Gewonnen  |
| 2011 | Best Edited One-Hour Series for Commercial Television | Mark Conte Episode 4x10                                           | Nominiert |
| 2012 | Best Edited One-Hour Series for Commercial Television | Angela M. Catanzaro Episode 5x13                                  | Nominiert |

## Austin Film Critics Association Award
Den Austin Film Critics Association Award gewann die Serie einmal.
| Jahr | Kategorie   | Nominierung | Resultat |
| ---- | ----------- | ----------- | -------- |
| 2010 | Sonderpreis |             | Gewonnen |

## Artios Awards
Friday Night Lights erhielt zwei Nominierungen bei den Artios Awards.
| Jahr | Kategorie                                                      | Nominierung             | Resultat  |
| ---- | -------------------------------------------------------------- | ----------------------- | --------- |
| 2007 | Best Dramatic Pilot Casting                                    | Linda Lowy Episode 1x01 | Nominiert |
| 2009 | Outstanding Achievement in Casting - Television Series - Drama | Linda Lowy              | Nominiert |

## Critics’ Choice Television Awards
Friday Night Lights wurde ausschließlich im Jahr 2011 bei den Critics’ Choice Television Awards bedacht, wo die serie drei Nominierungen erhielt.
| Jahr | Kategorie                      | Nominierung    | Resultat  |
| ---- | ------------------------------ | -------------- | --------- |
| 2011 | Best Drama Series              |                | Nominiert |
| 2011 | Best Actor in a Drama Series   | Kyle Chandler  | Nominiert |
| 2011 | Best Actress in a Drama Series | Connie Britton | Nominiert |

## Directors Guild of America Award
Friday Night Lights erhielt eine Nominierung für den Directors Guild of America Award.
| Jahr | Kategorie                                              | Nominierung                 | Resultat  |
| ---- | ------------------------------------------------------ | --------------------------- | --------- |
| 2012 | Outstanding Directorial Achievement in Dramatic Series | Michael Waxman Episode 5x13 | Nominiert |

## Hollywood Post Alliance Awards
Bei den Hollywood Post Alliance Awards erhielt die Serie eine Nominierung.
| Jahr | Kategorie                              | Nominierung             | Resultat  |
| ---- | -------------------------------------- | ----------------------- | --------- |
| 2007 | Outstanding Color Grading - Television | Rick Dalby Episode 1x01 | Nominiert |

## Humanitas Prize
Den Humanitas Prize konnte Friday Night Lights zweimal gewinnen.
| Jahr | Kategorie           | Nominierung               | Resultat |
| ---- | ------------------- | ------------------------- | -------- |
| 2009 | 60 Minutes Category | Jason Katims Episode 3x13 | Gewonnen |
| 2011 | 60 Minutes Category | Jason Katims Episode 5x13 | Gewonnen |

## IGN Summer Movie Awards
Friday Night Lights erhielt insgesamt vier Nominierungen bei den IGN Summer Movie Awards.
| Jahr            | Kategorie            | Nominierung | Resultat  |
| --------------- | -------------------- | ----------- | --------- |
| 2010            | Best TV Drama Series |             | Nominiert |
| 2011            | Best TV Drama Series |             | Nominiert |
| Best TV Actress | Connie Britton       |             | Nominiert |
| Best TV Actor   | Kyle Chandler        |             | Nominiert |

## Image Awards
Bei den Image Awards erhielt die Serie einmal die Auszeichnung und wurde vier weitere Male nominiert.
| Jahr | Kategorie                                        | Nominierung                       | Resultat  |
| ---- | ------------------------------------------------ | --------------------------------- | --------- |
| 2007 | Outstanding Writing in a Dramatic Series         | Aaron Rahsaan Thomas Episode 1x09 | Nominiert |
| 2008 | Outstanding Directing in a Drama Series          | Seith Mann Episode 2x03           | Gewonnen  |
| 2009 | Outstanding Writing in a Dramatic Series         | Aaron Rahsaan Thomas Episode 2x14 | Nominiert |
| 2010 | Outstanding Supporting Actress in a Drama Series | Jurnee Smollett-Bell              | Nominiert |
| 2011 | Outstanding Directing in a Drama Series          | Seith Mann Episode 4x11           | Nominiert |

## NAMIC Vision Awards
Bei den NAMIC Vision Awards bekam die Serie eine Nominierung.
| Jahr | Kategorie | Nominierung | Resultat  |
| ---- | --------- | ----------- | --------- |
| 2011 | Drama     |             | Nominiert |

## Online Film & Television Association Award
Bei den Online Film & Television Association Awards wurde Friday Night Lights insgesamt 15-mal nominiert, konnte aber nie gewinnen.
| Jahr                           | Kategorie                                                          | Nominierung   | Resultat  |
| ------------------------------ | ------------------------------------------------------------------ | ------------- | --------- |
| 2007                           | Best Drama Series                                                  |               | Nominiert |
| 2007                           | Best Ensemble in a Drama Series                                    |               | Nominiert |
| 2007                           | Best Direction in a Drama Series                                   |               | Nominiert |
| 2007                           | Best Music in a Series                                             |               | Nominiert |
| 2007                           | Best Editing in a Series                                           |               | Nominiert |
| 2007                           | Best Lighting in a Series                                          |               | Nominiert |
| 2007                           | Best New Theme Song in a Series, Motion Picture or Miniseries      |               | Nominiert |
| 2007                           | Best New Titles Sequence in a Series, Motion Picture or Miniseries |               | Nominiert |
| 2007                           | Best Actor in a Drama Series                                       | Kyle Chandler | Nominiert |
| 2010                           | Best Actor in a Drama Series                                       | Kyle Chandler | Nominiert |
| Best Drama Series              |                                                                    |               | Nominiert |
| Best Actress in a Drama Series | Connie Britton                                                     |               | Nominiert |
| Best Actress in a Drama Series | Connie Britton                                                     | 2011          | Nominiert |
| Best Actor in a Drama Series   | Kyle Chandler                                                      |               | Nominiert |
| Best Drama Series              |                                                                    |               | Nominiert |

## People’s Choice Award
Bei den People’s Choice Awards erhielt Friday Night Lights eine Nominierung.
| Jahr | Kategorie                       | Nominierung              | Resultat  |
| ---- | ------------------------------- | ------------------------ | --------- |
| 2008 | Favorite Song from a Soundtrack | The Killers Read My Mind | Nominiert |

## Satellite Awards
Bei den Satellite Awards wurde die Serie insgesamt siebenmal nominiert und gewann dabei einmal.
| Jahr                            | Kategorie                     | Nominierung | Resultat  |
| ------------------------------- | ----------------------------- | ----------- | --------- |
| 2007                            | Best Television Series, Drama |             | Nominiert |
| 2010                            | Best Television Series, Drama |             | Nominiert |
| Best Actress in a Series, Drama | Connie Britton                | Gewonnen    |           |
| Best Actor in a Series, Drama   | Kyle Chandler                 | Nominiert   |           |
| Best Actor in a Series, Drama   | Kyle Chandler                 | Nominiert   | 2011      |
| Best Actress in a Series, Drama | Connie Britton                | Nominiert   |           |
| Best Television Series, Drama   |                               | Nominiert   |           |

## Teen Choice Awards
Bei den Teen Choice Awards wurde Friday Night Lights viermal nominiert, gewann jedoch nie.
| Jahr | Kategorie                | Nominierung   | Resultat  |
| ---- | ------------------------ | ------------- | --------- |
| 2007 | Choice TV: Breakout Show |               | Nominiert |
| 2007 | Choice TV: Breakout      | Taylor Kitsch | Nominiert |
| 2008 | Choice TV Actor: Drama   | Taylor Kitsch | Nominiert |
| 2008 | Choice TV Show: Drama    |               | Nominiert |

## Television Critics Association Awards
Die Serie erhielt elf Nominierungen für den Television Critics Association Award und konnte ihn dabei zweimal gewinnen.
| Jahr                             | Kategorie                           | Nominierung | Resultat       |
| -------------------------------- | ----------------------------------- | ----------- | -------------- |
| 2007                             | Outstanding New Program of the Year |             | Gewonnen       |
| 2007                             | Program of the Year                 | Nominiert   |                |
| 2007                             | Outstanding Achievement in Drama    | Nominiert   |                |
| 2007                             | Individual Achievement in Drama     | Nominiert   | Kyle Chandler  |
| 2007                             | Individual Achievement in Drama     | Nominiert   | Connie Britton |
| 2008                             | Individual Achievement in Drama     | Nominiert   |                |
| Outstanding Achievement in Drama |                                     | Nominiert   |                |
| 2009                             |                                     | Nominiert   |                |
| 2010                             | Program of the Year                 | Nominiert   |                |
| 2011                             | Program of the Year                 | Gewonnen    |                |
| 2011                             | Outstanding Achievement in Drama    | Nominiert   |                |

## Writers Guild of America Awards
Die Serie konnte trotz fünf Nominierungen nie den Writers Guild of America Award gewinnen.
| Jahr | Kategorie       | Nominierung | Resultat  |
| ---- | --------------- | --- | --------- |
| 2007 | New Serie       | Peter Berg, Bridget Carpenter, Kerry Ehrin, Carter Harris, Liz Heldens, David Hudgins, Jason Katims, Patrick Massett, Andy Miller, Aaron Rahsaan Thomas, John Zinman                               | Nominiert |
| 2008 | Dramatic Series | Bridget Carpenter, Kerry Ehrin, Carter Harris, Liz Heldens, David Hudgins, Jason Katims, Patrick Massett, Andy Miller, Aaron Rahsaan Thomas, John Zinman                                           | Nominiert |
| 2009 | Dramatic Series | Bridget Carpenter, Kerry Ehrin, Brent Fletcher, Jason Gavin, Carter Harris, Liz Heldens, David Hudgins, Jason Katims, Patrick Massett, Aaron Rahsaan Thomas, John Zinman                           | Nominiert |
| 2010 | Dramatic Series | Bridget Carpenter, Kerry Ehrin, Ron Fitzgerald, Brent Fletcher, Etan Frankel, Jason Gavin, Liz Heldens, David Hudgins, Rolin Jones, Jason Katims, Patrick Massett, Derek Santos Olson, John Zinman | Nominiert |
| 2011 | Dramatic Series | Bridget Carpenter, Kerry Ehrin, Ron Fitzgerald, Etan Frankel, Monica Beletsky, David Hudgins, Rolin Jones, Jason Katims, Patrick Massett, Derek Santos Olson, John Zinman                          | Nominiert |

## Young Artist Awards
Bei den Young Artist Awards erhielt die Serie zwei Nominierungen.
| Jahr | Kategorie                                                                    | Nominierung     | Resultat  |
| ---- | ---------------------------------------------------------------------------- | --------------- | --------- |
| 2007 | Best Performance in a TV Series (Comedy or Drama) - Supporting Young Actor   | Jesse Plemons   | Nominiert |
| 2007 | Best Performance in a TV Series (Comedy or Drama) - Supporting Young Actress | Aimee Teegarden | Nominiert |